# つり革

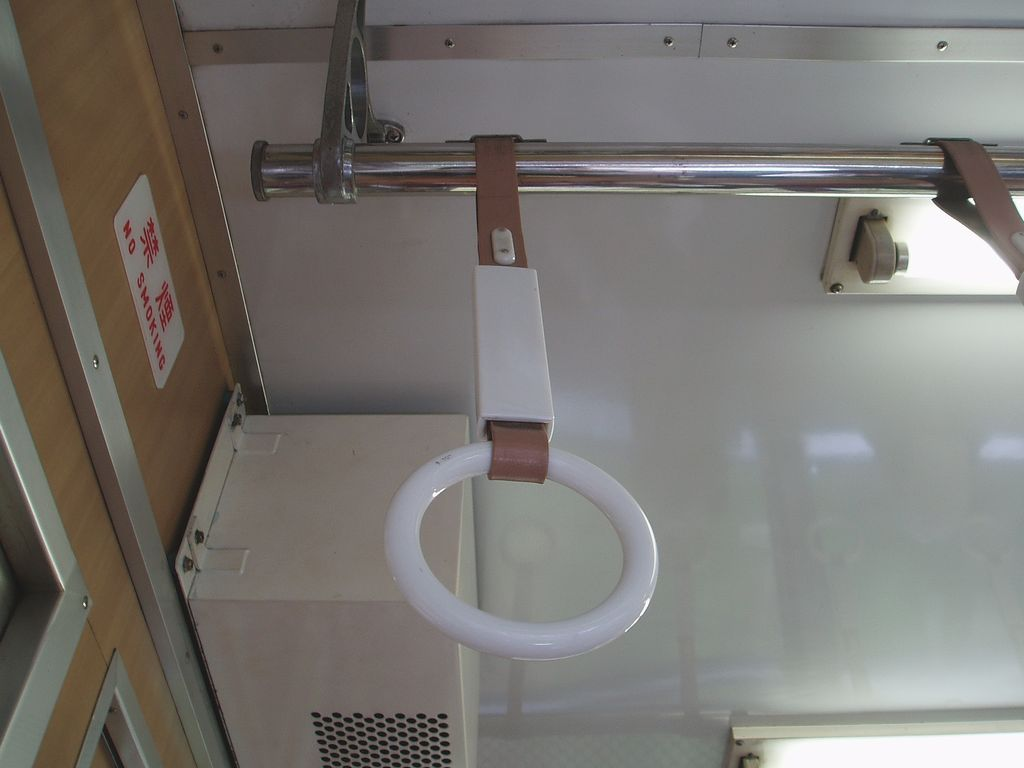
つり革の例（丸形）

つり革（吊革、つりかわ）は、鉄道車両やバスなどの乗り物で、立っている姿勢の乗客（立位乗客）が身体を支えるための支持具。JIS E 4011（鉄道車両 - 用語）では「つり手」として定義されている。吊手（つりて）ともいう。
立っている姿勢の乗客が身体を支えるための支持具には、つり革のほかに手すりがあるが、つり革のほうは日本以外では手すりほど普及しているわけではない。鉄道車両に関する欧米の規格やガイドラインでは手すりについては径の推奨値等が定められているが、つり革については寸法等は定められていない。

## 構造

### 材質
古くは革製のものもあったが、現在はポリ塩化ビニル被覆のキャンバスやナイロンのストラップと、プラスチックの握りの組み合わせが主流である。日本での主な生産者である三上化工材株式会社（大阪市西淀川区）では「トヨサンベルト」の名で発売しており、同社のみで過半数のシェアを握っている。
地下鉄車両では、暗闇での避難時の火傷を防ぐため、火炎にさらされても滴下しない材質が選ばれている。
タイ王国などではベルトタイプのつり革が使われている。これはプラスチックの握り部がなく天井から革製のベルトが吊り下がっているだけのものでバンコクにあるバンコク・スカイトレイン (BTS) やバンコク・メトロで使用されている車両では革だけの『つり革』である。

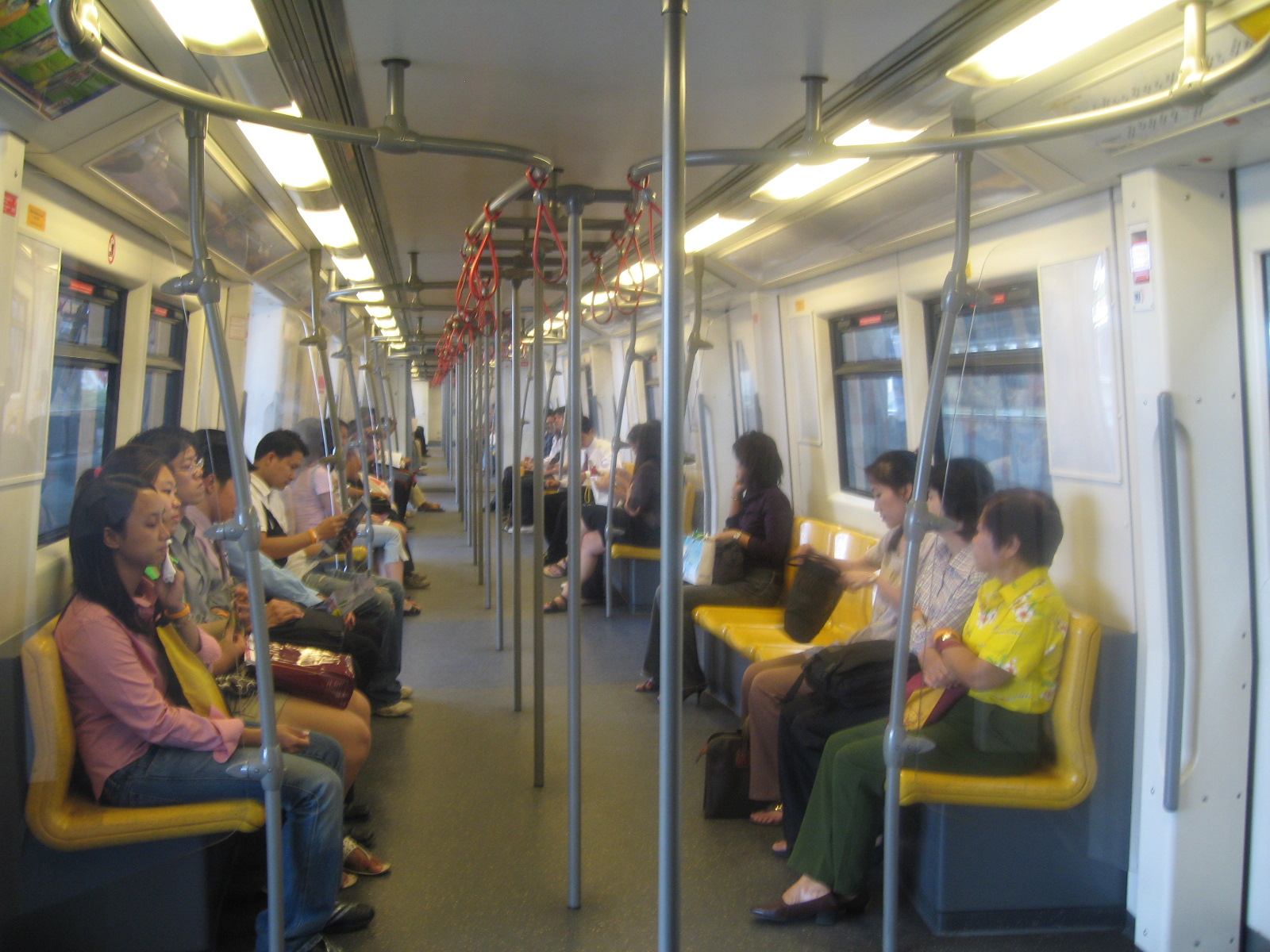
BTSの車内

博物館明治村で動態保存されている京都市電には籐でできたつり革が吊り下がっている。また、東急1000系電車1317Fでは木製のつり革が用いられている。
マルタ島で運行されているバスではグルグル巻きにした縄をぶら下げたタイプとなっている。

### 握り部の形状
一般的に握り部は樹脂製だが、形状には、円形、正三角形、縦長の二等辺三角形、ボール型など様々なものがある。
- 環状
  - 丸型（円形）[3]
  - 卵型（楕円形）
  - 三角型（通称、おにぎり型）
  - 三角型（通称、アイロン型）
  - 五角型（通称、ホームベース型）
- 四角形[3]
- 球形（ボール型）[3]
- その他
  - ハート型
  - 招き猫型（東急世田谷線）[4]
  - さかな型[5]
  - イカリ型[3]
  - キャラクター型（ミッキーマウス・そうにゃん[6]など）

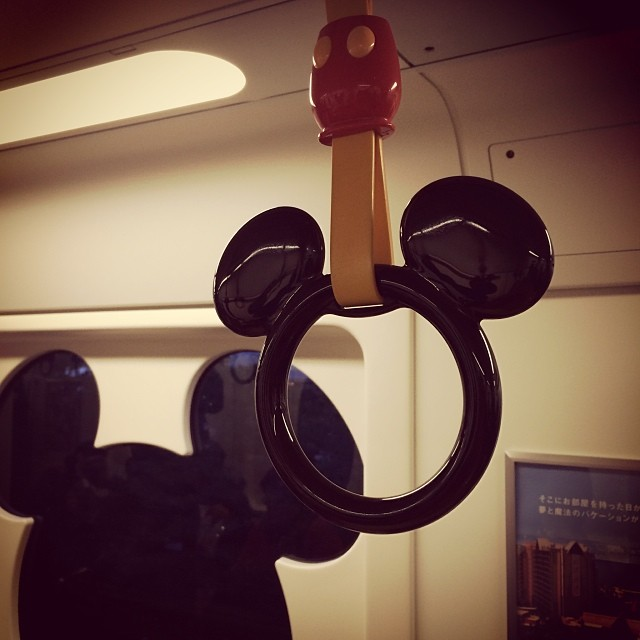
ディズニーリゾートラインのつり革
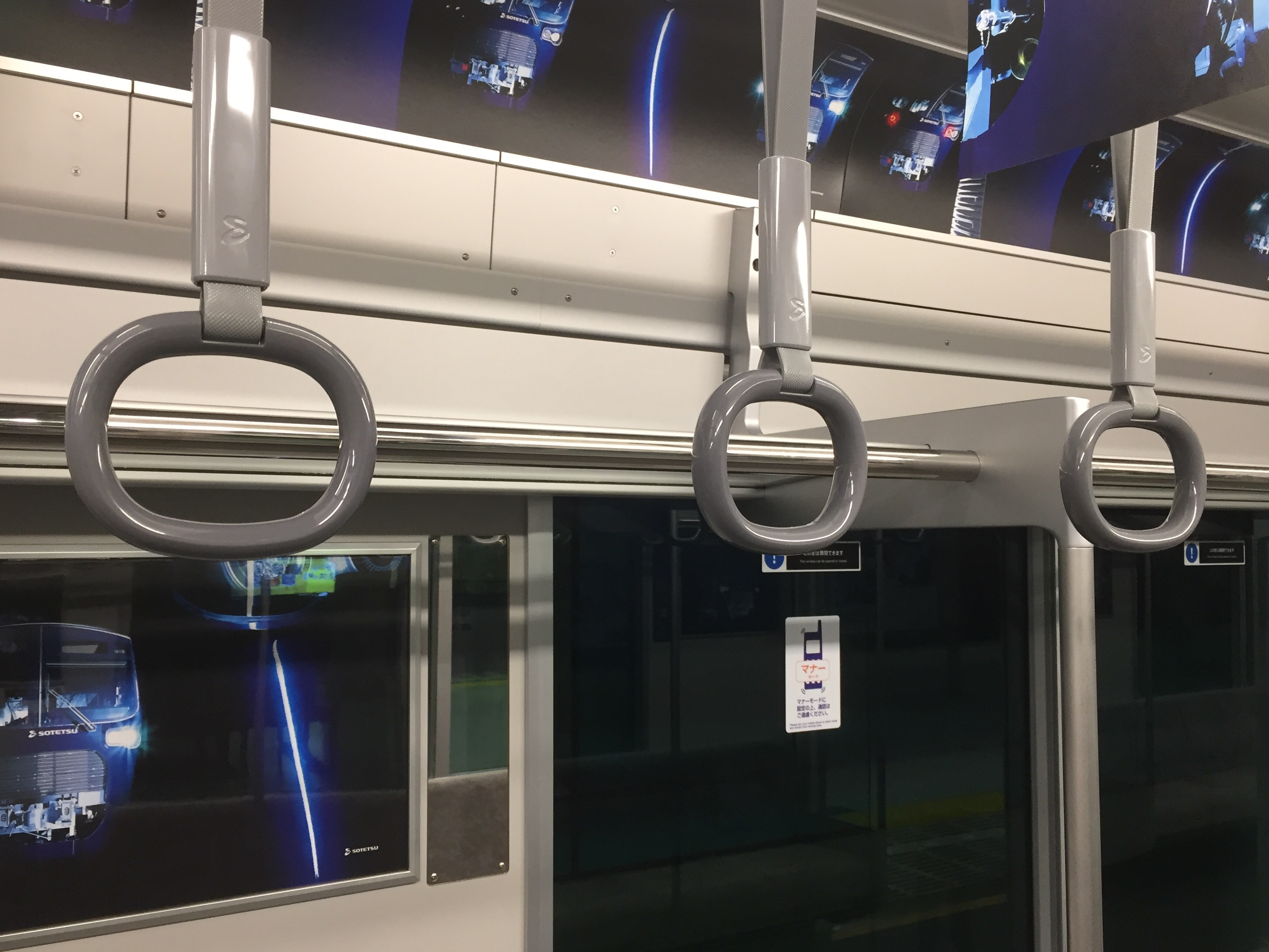
相鉄20000系電車のつり革
相模鉄道 6代目そうにゃんトレインの金色のそうにゃん型つり革
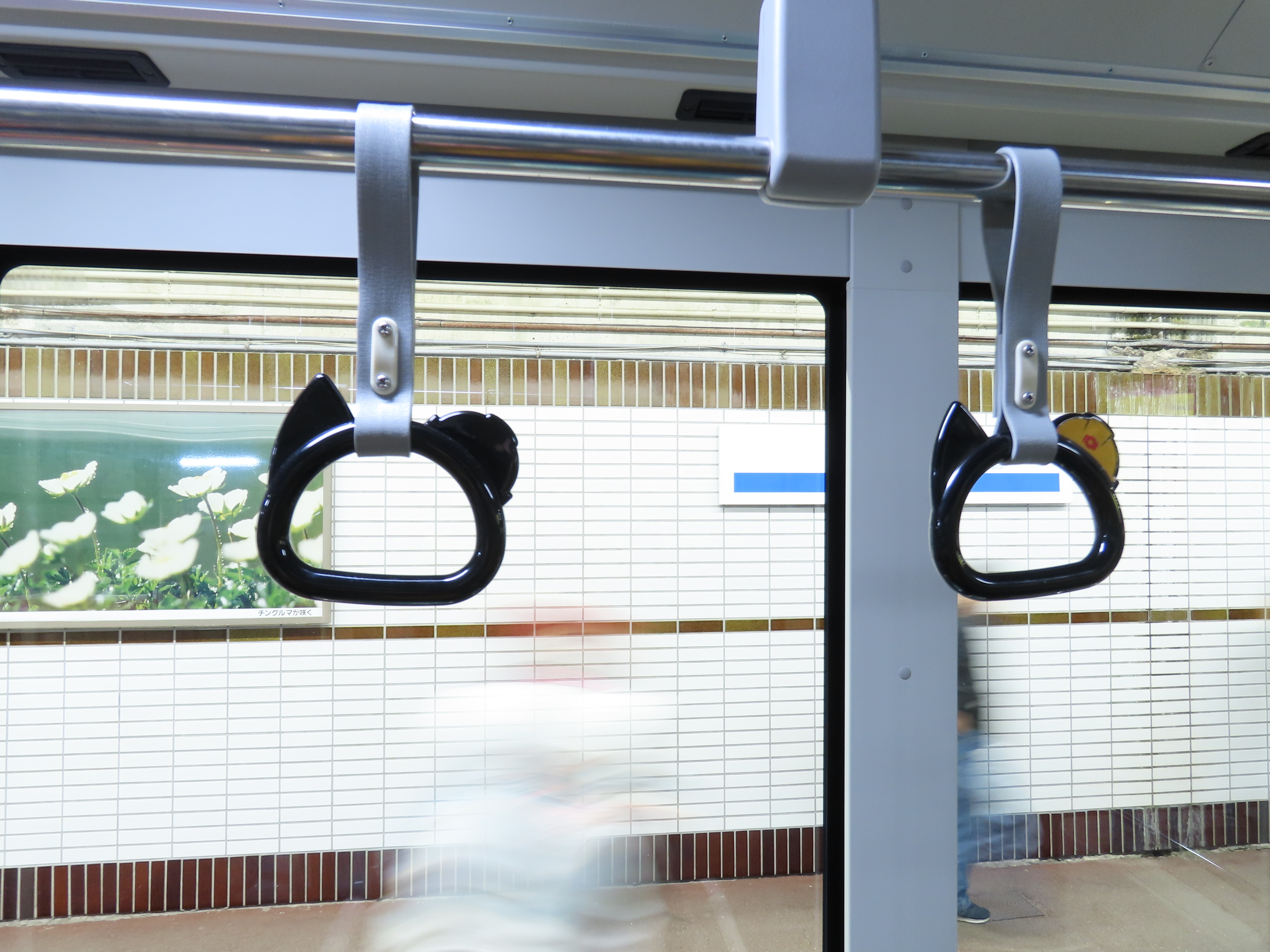
関電トンネル電気バスのくろにょんつり革

丸型は握りが列車の進行方向と平行に設置されることが多いのに対し、三角型（おにぎり型）は直角方向に設置されることが多い。個体の形状にもよるが、総じて丸型よりも三角型の方が握りやすい。三角型（アイロン型）は家庭用アイロンの握り手をヒントに開発され、1933年頃の大阪市営地下鉄ではすでに採用されていた。後に丸型が主流になったが、1970年代中期以降に東京圏・大阪圏の国電で比較的多く採用された。この時のものは列車の進行方向と平行に設置され、握りの部分が湾曲しているなどの工夫が見られたが、握りと広告スペースのスリーブが一体成型となっており、首振りの自由度が低く、乗客の疲労度は大きい。人間工学的見地から、1982年以降の新造車では再び丸型に戻されている。
三角型（おにぎり型）は帝都高速度交通営団（営団地下鉄）および後身の東京地下鉄（東京メトロ）でも、1980年代以降の新造車に多く用いられているが、こちらは人の腕の動きに合致した、進行方向に対し直角（枕木）方向の配置であった。もとより、東京メトロ車両は東京地下鉄道としての開業時から垂直配置である（下記のリコ式を参照）。以降関東地方の鉄道事業者ではつり革を三角形・垂直配置とした車両が多くみられる。
球形の握りは日本では見かけないが、ロンドンや香港などで採用されていた例がある。しっかり握るには、十分な握力が必要である。
珍しい部類として、舞浜リゾートラインや香港MTRの迪士尼線（ディズニーランドリゾート線）では、ミッキーマウスを模した丸い耳が左右に付いた握りが、また西武30000系電車では卵型が、相模鉄道の9000系（リニューアル車）、20000系、12000系では自社開発の楕円形の独自の握りが、相鉄線の一部では相鉄のマスコットキャラクター「そうにゃん」型の握りが、マカオのバスなどでは透明な四角形のプレート状、オーストラリアの路面電車では錨型が採用されている。
伊豆箱根鉄道などでは、全車両につき1本などのごくわずかなつり革の持ち手をハート型にしたものが用いられている。西武鉄道では、社員による観光案内チーム「西武鉄道♡恋まち」により、「幸せをつかむハートリング」と名付けられている。どの車両に用いられるかは多くは公表されておらず、希少であることから「見つけるとハッピーになる」「一緒に握ったカップルは幸せになる」といった恋愛成就のラッキーアイテムとされ、乗客の口コミによる集客を狙って設置されている。また、東日本旅客鉄道（JR東日本）、叡山電鉄などでも、バレンタインデー前後の期間限定企画としてハートのつり革が設置された。もともとは2011年に伊豆箱根鉄道駿豆線で運輸課社員の企画により始められたもので、その後京王電鉄など全国の鉄道会社に同様の企画が派生した。駿豆線のハートのつり革は2014年のテレビドラマ『ごめんね青春!』（第4話）にも登場している。

### 握り部の色
- 日本の場合、つり革の成型色はほとんどが艶付きの白系統か明るい灰色系であるが、2003年より優先席のエリアを解りやすくするため、このエリアのつり革を別の色（オレンジ色[14]または黄色など）のものに換装する事業者が増えているが、新京成電鉄では1980年代より優先席に黄色のつり革を使用していた。2010年代以降は車両イメージに合わせたカラーリングのつり革を採用する車両が登場している。
- これとは別に、JR東日本のE531系・E233系・キハE130系や、千葉都市モノレール0形電車では、優先席付近などを除き艶消しの黒色で、二等辺三角形の、上下方向に長い（ドア付近は従来の三角形）つり革（抗菌仕様）を使用している。また、205系やE231系などでも、優先席付近のつり革に限り同タイプのつり革（色は黄色など）に交換されている。
- JR西日本では225系でサイズアップしたオレンジ色のつり革を採用し、221系体質改善車など他車にも波及している。
- 京王電鉄の京王線系統で、かつては春や秋の行楽シーズンに優等列車の分割があったことから、案内をしやすくするために付属編成でつり革の色を黄緑色に変えていたが、現在は普通の白色に戻されている。

### リコ式
かつて、東京地下鉄道→帝都高速度交通営団や京浜急行電鉄、東京都電車などにおいては、「リコ式」と呼ばれる剛構造の吊り手が使用されていた。
アメリカのリコ社で開発されたことからこの名前があり、握りにはストラップがなく、使われない時にはコイルばねの力で車体の外側を向いて跳ね上がるようになっていた。車両の揺れで吊り手が網棚や手すりにぶつかる不快感が無く、乗客がつかまった際、前後方向に揺れないために安定性が保てるという利点もあり、特に高加減速度で運転する路線に向いているとされる。また、東京地下鉄道では出火対策として車内から可燃物を排除する観点から、当時主流であったセルロイド製の吊り輪に代えて導入したとされている。
なおこのリコ式に類似したものとして、コイルばねの力で跳ね上がる全金属製 の掴み部材を、後年NYCTAで用いた事例がある。

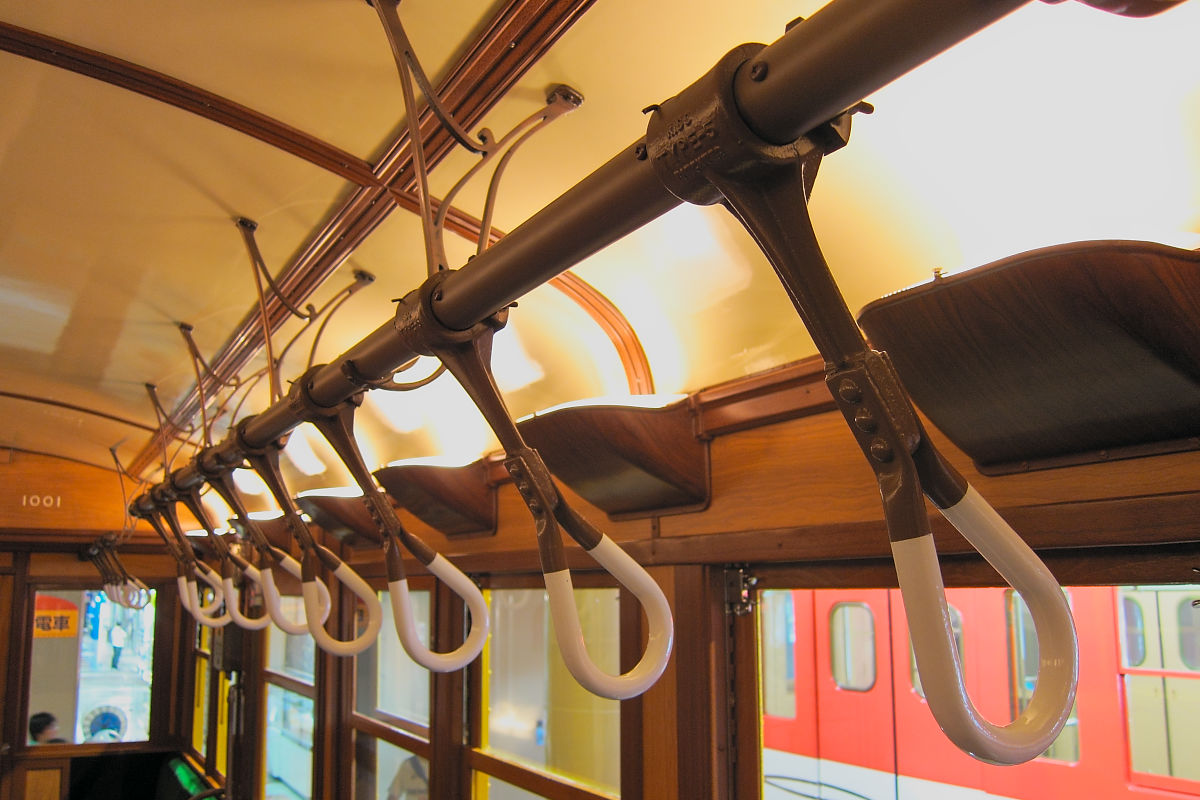
リコ式吊り手を採用した東京地下鉄道1000形電車
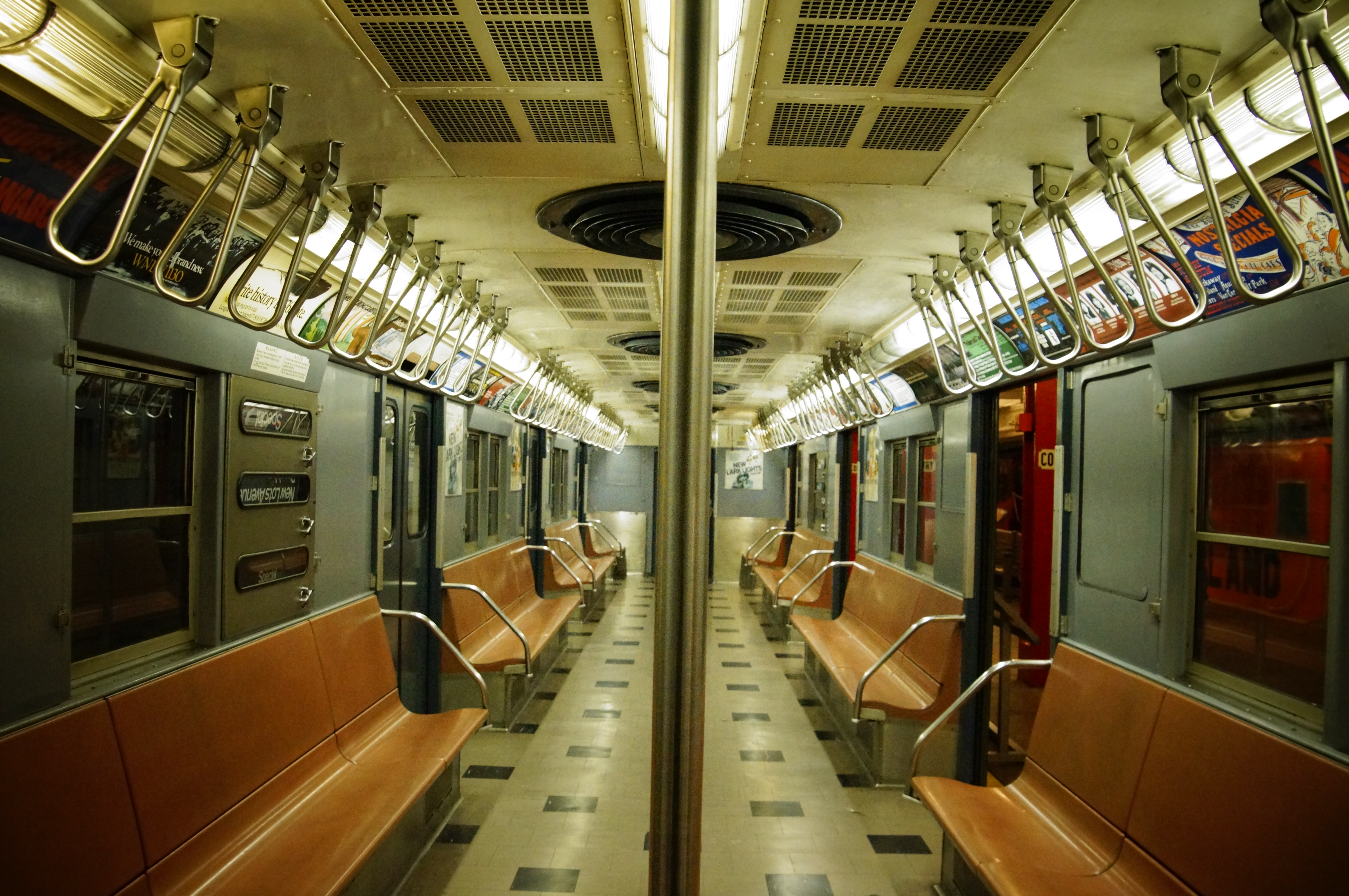
NYCTA B線用 R30形電車の車内

## 設置
つり革自体の価格は新品で2500円前後、中古でも100 - 200円程度とのこと。
JR福知山線脱線事故で助かった乗客の証言から、つり革や手すりが被害の軽減に役立った実態が明らかになっている。首都圏の鉄道各社はラッシュ時の安全対策でつり革などの増設を積極的に進めているが、関西の鉄道ではつり革の数が少なく、新型車の導入に伴って逆に握り棒などを撤去した例もある。
2015年秋には車内から大量のつり革が盗難されており、中には引きちぎられたものもある。

### 設置方法
- 東急3000系電車 (2代)を嚆矢として、1990年代末期以降では長さの異なるつり革を互い違いに配置し、子供など背の低い利用客に配慮した例も増えている。似た例ではE531系やE233系で、優先席部分のつり革取り付け部のパイプの高さを低く設置した事例がある。
- 路線バスなどでは、電車より車体が小さく、またツーステップ車などでは天井までの高さも低かったためか、鉄道車両用に比べて握りが細く輪の直径も少し小さめのつり革が使用されることが多い。また、起動停止が頻繁な路線バスでは前後に大きく揺れないようにつり革2本に輪を1つつけ、三角形の固定をする事例（仙台市交通局・東武バスにおける「V型つり革」）がある。

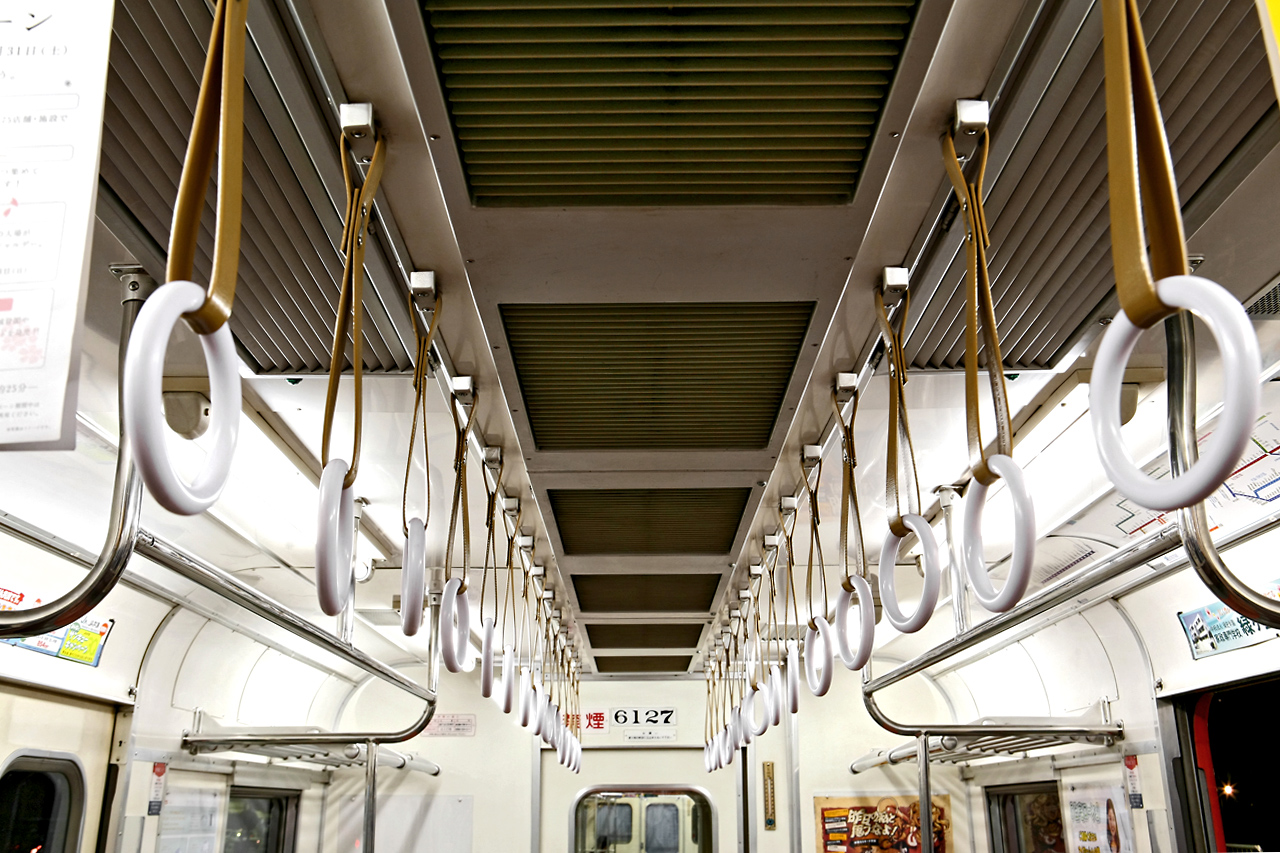
名鉄6000系電車のつり革 車体中心線寄りで天井（正確には冷房ダクト）直付けなど特徴の多いつり革
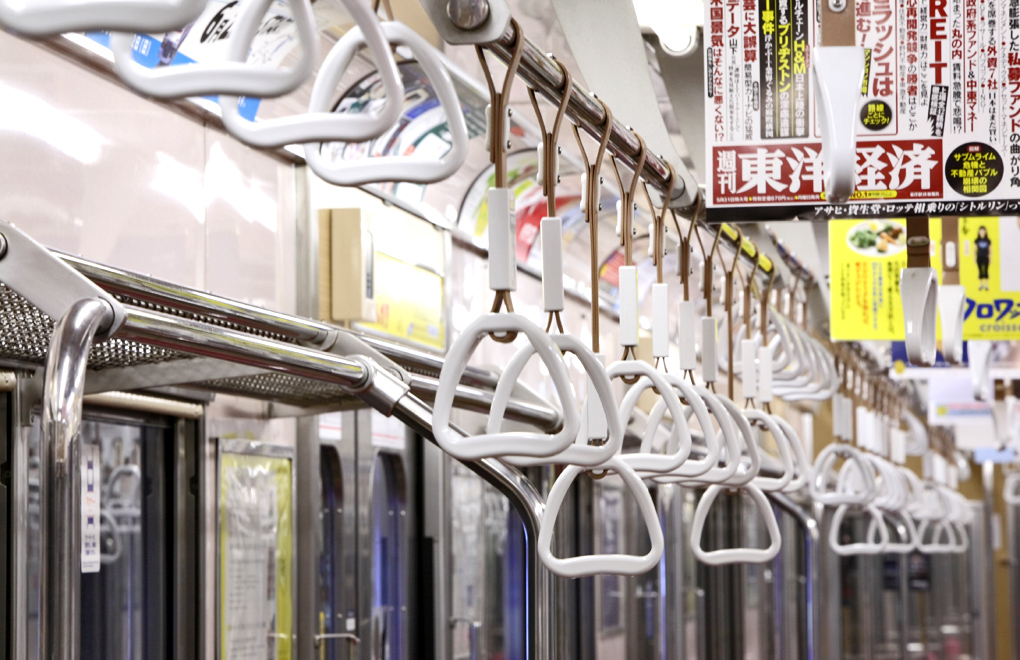
東急9000系電車のつり革 エルゴノミックデザイン
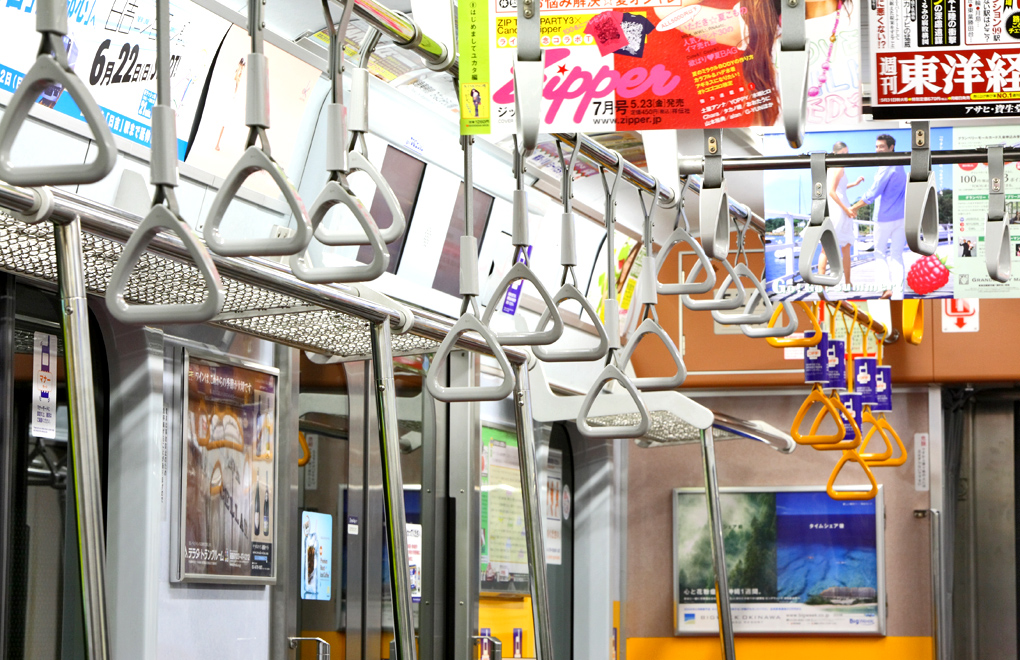
東急5050系のつり革 持ち手が三角型（いわゆる「おにぎり型｣）
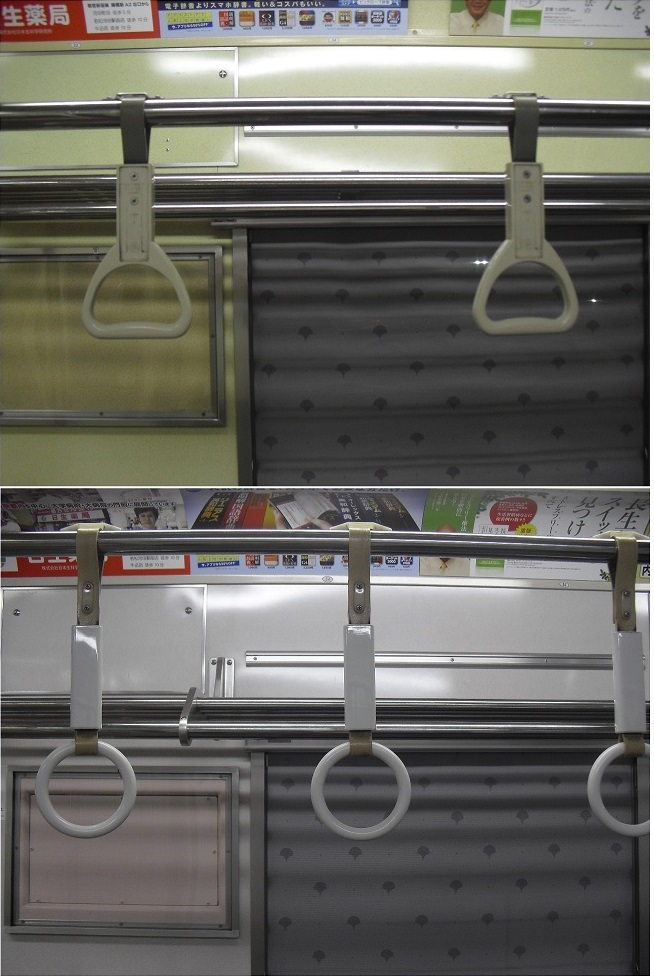
上部の三角形は「アイロン型つり革」と称されるもので、各社で多数採用例が見られた。
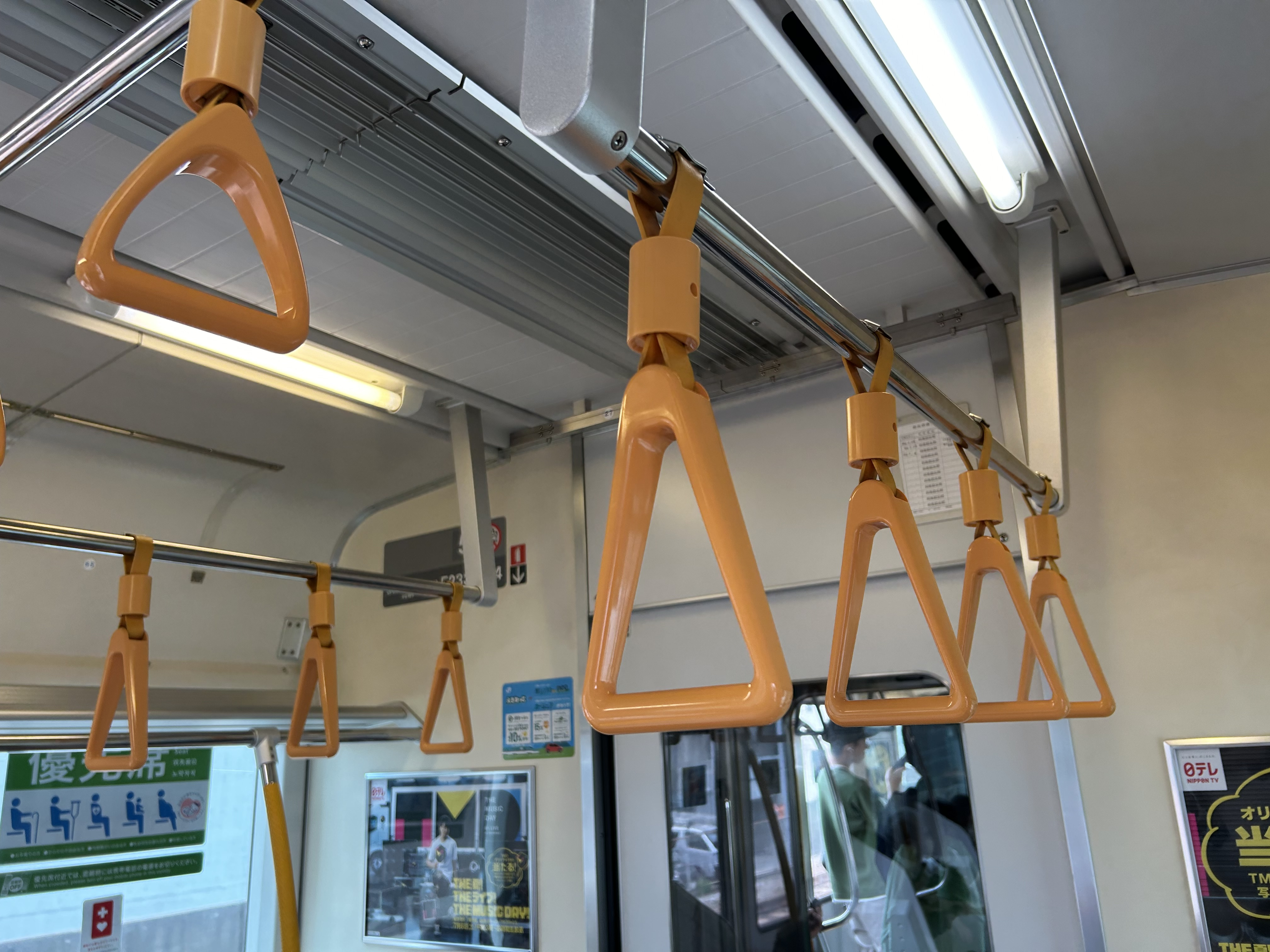
優先席上にあるつり革。黄色に塗装されている（JR東日本E233系電車）
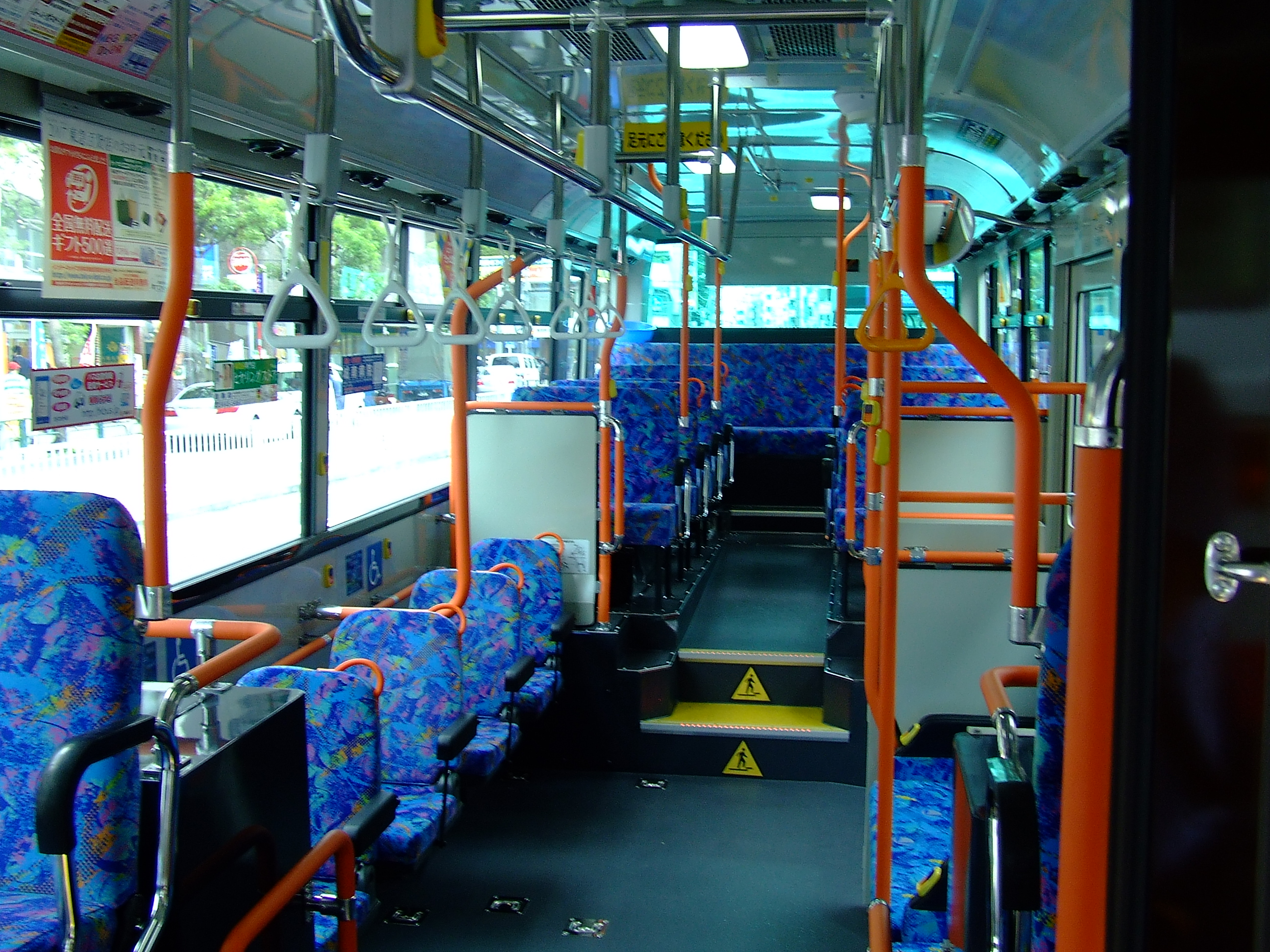
路線バス（ノンステップバス）におけるつり革。優先席部分のつり革はオレンジ色で色分けされることが多い。

### ドアスペース上のつり革

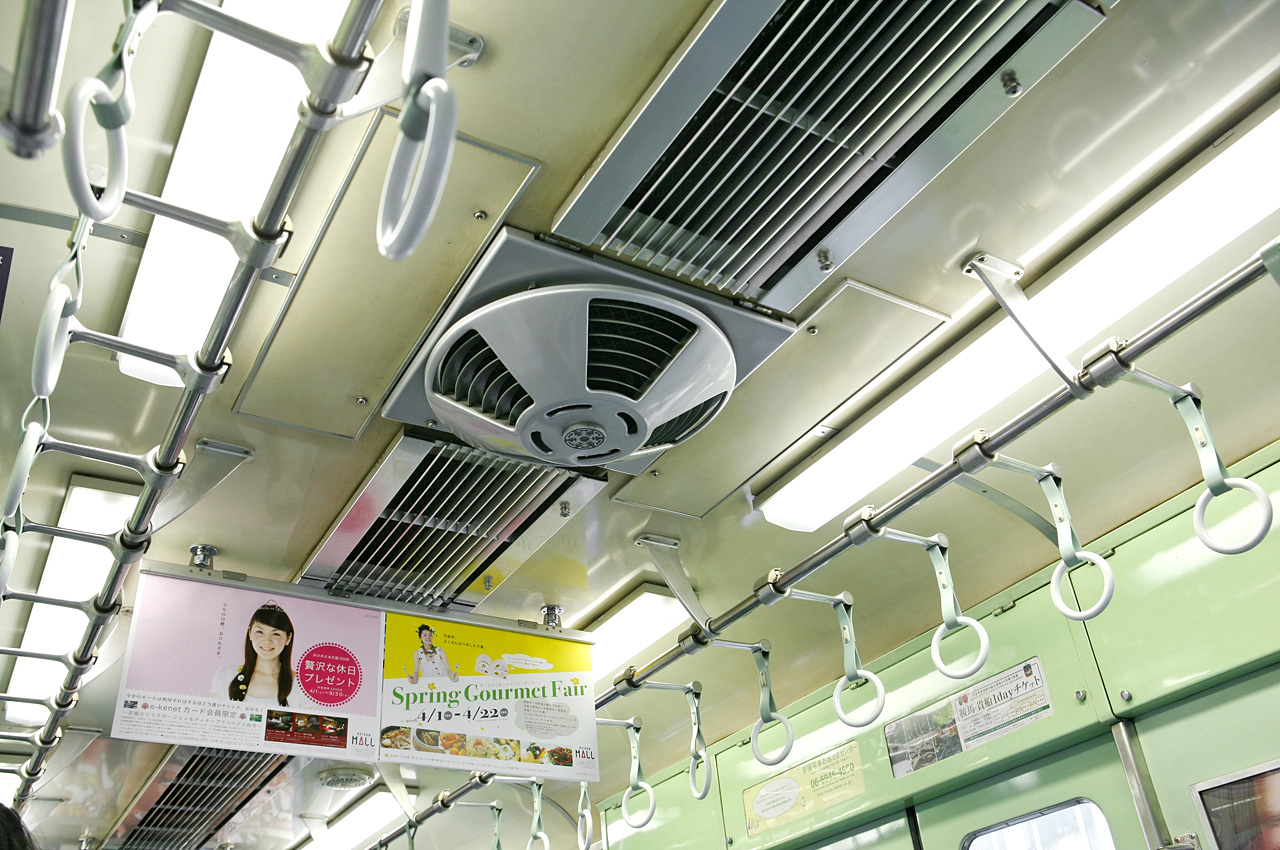
京阪式跳ね上げ吊り手
（京阪2200系電車）

通勤形電車においては、ドアスペース上のつり革をどのように設置するかがしばしば課題になる。というのは、つり革を設置した場合、混雑時にはつり革を持つ乗客が壁になり、スムーズな乗降を妨げる可能性があるためである。日本国有鉄道（国鉄）・JRはこの点について長らく「邪魔になるつり革を極力設置しない」という方針をとっていた。国鉄時代、72系以前の電車ではつり革の代わりに出入り口広場の中央につかみ棒（スタンションポール）を設置し、101系や103系では進行方向と平行（レール方向）にはつり革を設けず、それを横切る形（枕木方向）で高い位置につり革を取り付けていた。その後の形式ではドアスペースのつり革自体を設置していないものもある。しかし、走行時につかまるところが何もないことを不安視する意見が増え、後に改造して高めのつり革を取り付けている。
九州旅客鉄道（JR九州）の813系の一部車両や817系では、ドアスペース上のつり革を円形に配置することで混雑の緩和を試みている。
他の大手私鉄などでは、出入りする際に頭に当たらないよう、高めのつり革を進行方向と平行に設置している例が多い。京阪電気鉄道では「持たないときはバネで跳ね上がる吊り手」をドアスペースに設置した形式がある。これはリコ式とストラップ式を組み合わせたもので、腕の付け根に組み込まれたコイルばねをねじり方向に使うことで跳ね上げ力を得ている。手で引き下げることで通常のつり革と同じ高さとなるため、取り付け位置が高いだけのつり革に比べると、乗降の邪魔にならない点は同じでも、持つのは楽になる。ただし利用者の身長が低い場合は届かない（使えない）という短所もある。このつり革は京阪が特許を取ったため、基本的に同社でしか見られないものであり、他社では一時期京阪線に乗り入れていた近鉄820系電車での試用（のち撤去）にとどまっている。なお、2000年代以降は普通の短いつり革に変更されつつある。